# Südlicher Schwarzkehltrogon

Verbreitungsgebiet des Südlichen Schwarzkehltrogons

Der Südliche Schwarzkehltrogon (Trogon chrysochloros) ist eine Vogelart aus der Familie der Trogone (Trogonidae).
Der Vogel kommt von der Mata Atlântica in Ostbrasilien bis äußersten Nordosten Argentiniens und Ostparaguay vor mit einer getrennten Population in Alagoas.
Die Art wurde früher unter anderem als Unterart (Ssp.) des Trogon atricollis angesehen und als Trogon atricollis chrysochloros bezeichnet oder unter dem Namen Trogonurus curucui chrysochloros als Unterart des Blauscheiteltrogons (Trogon curucui) angesehen. Zuletzt wurde die Art dem Schwarzkehltrogon (Trogon rufus) als Unterart Trogon rufus chrysochloros zugeordnet.
Aufgrund von Unterschieden in Genetik, Aussehen und Lautäußerungen wurde sie überwiegend als eigenständige Art anerkannt.
Weiterhin als Unterart Trogon rufus chrysochloros wird der Vogel von HBW und BirdLife International (2024) geführt, weshalb es keine aktuelle Beurteilung der Gefährdungssituation gibt.
Der Lebensraum umfasst feuchte Wälder und hochgewachsenen Sekundärwald, gern in den Bergausläufern, in Alagoas im Bergwald bei 500 m Höhe.

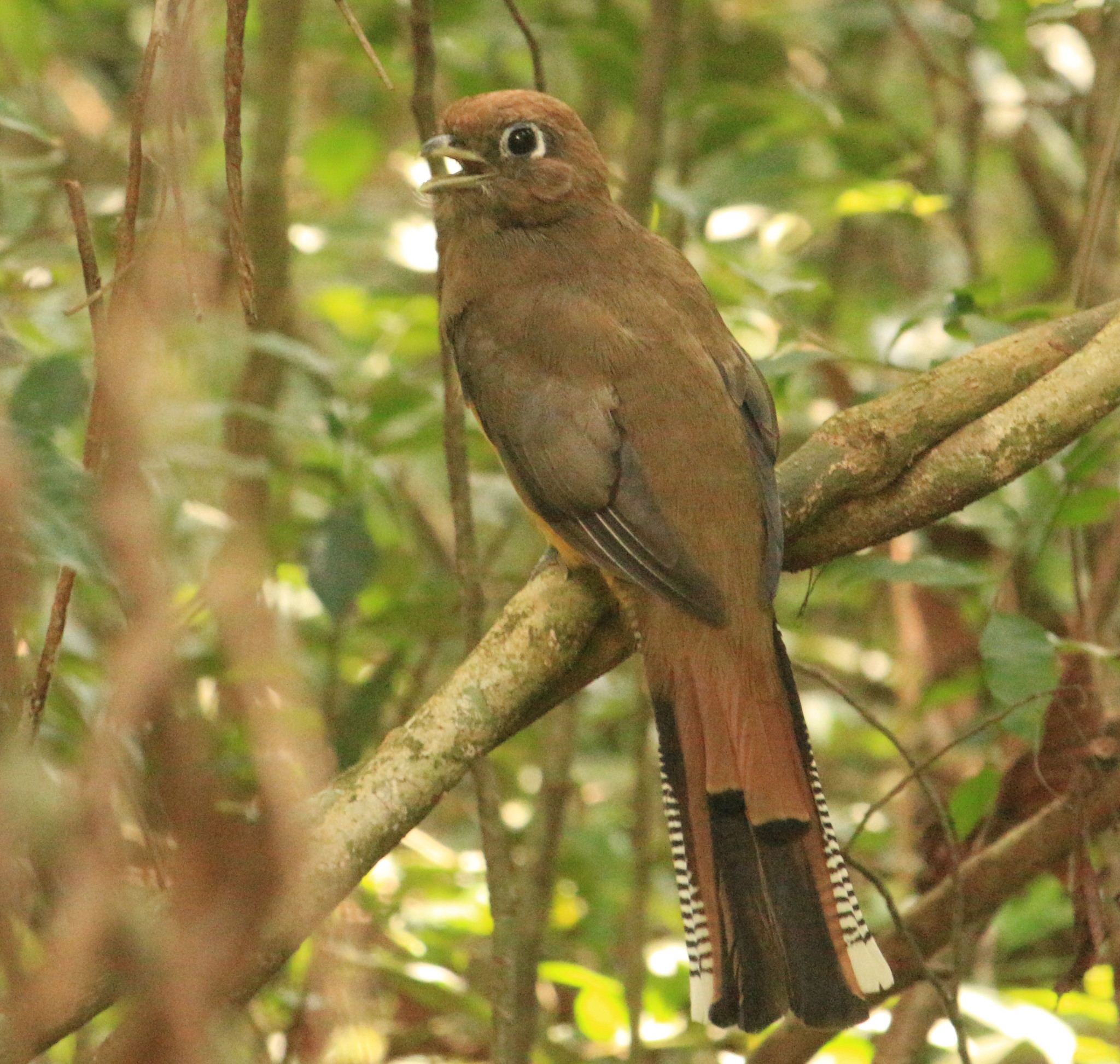
Weibchen

Der Artzusatz kommt von altgriechisch χρυσός chrusós, deutsch ‚Gold‘ und altgriechisch χλωρός chlōrós, deutsch ‚hellgrün‘.

## Merkmale
Die Art ist 23–26 cm groß und wiegt zwischen 54 und 66 g, ein eher kleiner Trogon mit gelber Unterseite einschließlich unterer Brust und schwarz-weiß gebänderter Schwanzunterseite. Die Kombination mit grüner Haube beim Männchen und brauner Haube beim Weibchen ist charakteristisch.
Beim Männchen ist der Kopf bis oberer Brust, Nacken und Oberseite einschließlich kleine Flügeldecken, Bürzel und Oberschwanzdecken metallisch grün, mitunter mit etwas bläulichgrünem Schimmer. Dazu kommt ein deutlicher bläulicher Augenring. Stirn und Kopfseiten sind schwarz. Die mittlere Steuerfeder ist olivfarben mit breiter schwarzer Spitze, die beiden angrenzenden sind ähnlich, aber mit schwarzer Innenfahne, die beiden äußeren sind weiß mit schwarzen Binden. Die mittleren Flügeldecken sind kräftig schwarz und weiß marmoriert. Die Handschwingen und die Innenfahnen der Armschwingen sind schwarz, längere Handschwingen haben weiße Ränder. Die Außenfahnen der Armschwingen sind schwarz, zart weiß gebändert und marmoriert. Kinn und Kehle sind schwarz. Die obere Brust weist manchmal schmale schwarze Feder am Übergang zur unteren Brust auf, die ihrerseits mitunter schmale weiße Federn am Übergang zeigt. Untere Brust und Bauch sind leuchtend goldgelb.
Die Iris ist dunkelbraun, das Männchen hat einen auffallenden bläulichen Augenring, das Weibchen hat unbefiederte bläulich bis weiße Flecken vor und hinter dem Auge. Die Beine und Füße sind bläulichgrau, der Schnabel ist beim Männchen hellgelb bis gelbgrün, beim Weibchen variabel schwarz, schwärzlich mit etwas Gelb entlang der Schnabelkante oder matt graugelb an der Basis mit verwaschenem Schwarz.
Das Weibchen ist statt grün oliv bis bräunlicholivfarben, am Scheitel und den Kopfseiten dunkler und blasser am Bürzel und den Oberschwanzdecken.
Die mittlere Steuerfeder ist rotbraun bis hell kupferbraun mit unscharf abgegrenzter zimtfarbener Subterminalbinde und schmaler schwarzer Endbinde, die beiden angrenzenden sind schwarz mit rotbraun- bis kastanienbraunen Rändern, die beiden äußeren haben eine schwarze Basis und breite weiße Spitzen, an den Außenfahnen und am Ende der Innenfahnen breit schwarz gebändert. Die kleinen Flügeldecken sind schwarz mit braunen Spitzen, die übrigen Flügeldecken und die Außenfahnen der Armschwingen sind kupferfarben, leicht grau marmoriert. Die Handschwingen und Innenfahnen der Armschwingen sind fuchsrot bis schwarz, die Außenfahnen der Han haben schmale weiße Ränder. Kehle und obere Brust sind braun, aber blasser als die Oberseite. Ein weißes Brustband begrenzt die gelbe Unterseite.
Bei Jungvögeln ist der Schnabel überwiegend schwarz, Füße und Beine können rosafarben sein.
Das Verbreitungsgebiet überlappt sich lediglich mit einem Trogon mit gelbem Bauch, dem Grünmanteltrogon (Trogon viridis), der beim Männchen eine schwärzliche Haube und eine ungebänderte weiße Schwanzunterseite aufweist, beim Weibchen ist die Haube schwärzlich, nicht braun.

## Geografische Variation
Es werden folgende Unterarten anerkannt:
- T. c. muriciensis (J. K. Dickens et al., 2021)[6] – im Murici-Wald in Alagoas, Brasilien, kleiner, Brustband fehlt, Schnabel weniger gezahnt, Schwanzoberseite grüner, Schwanzunterseite enger schwarz gebändert.
- T. c. chrysochloros Pelzeln, 1856, Nominatform – südliches Brasilien bis Paraguay und Nordosten Argentiniens

T. c. muriciensis wurde als eigenständige Art „Alagoas-Schwarzkehltrogon“ (Trogon muriciensis) vorgeschlagen.

## Stimme
Der Gesang des Männchens der Nominatform wird als Folge von 4 bis 11, meist jedoch 6–7 monotonen, melancholischen Lauten „pau pau pau pau pau pau“ beschrieben, der der Unterart T. c. muriciensis als langsamer mit weniger Tönen. Der Ruf ist ein „churr“ wie bei anderen Trogonen.

## Lebensweise
Die Art ist ein Standvogel.
Die Nahrung besteht aus bevorzugt aus Insekten, deutlich weniger aus Früchten. Gejagt wird meist von einem Ansitz aus, die Art folgt aber auch Gruppen von Nasenbären (Nasua) und Wanderameisen, um aufgescheuchte Gliederfüßer zu ergattern.
Die Brutzeit liegt vermutlich zwischen Oktober und Januar. Das Nest wird in einem abgestorbenen Baum oder Baumstamm in 2 bis 6 m Höhe angelegt. Das Gelege besteht aus 3 weißen Eiern, die von beiden Elternvögeln über etwa 18 Tage bebrütet werden.

## Gefährdungssituation
Der Bestand gilt als „nicht gefährdet“ (Least Concern). Diese Aussage bezieht sich allerdings auf den „Black-throated Trogon“ vor der Aufspaltung, da für die einzelnen Arten bislang keine Untersuchungen vorliegen. Die Unterart T. c. muriciensis gilt aufgrund ihres beschränkten Verbreitungsgebietes als gefährdet.